# Йоан Гавала
Йоан Гавала, срещан и като Йоан Габалас (на гръцки: Ἰωάννης Γαβαλᾶς), е византийски аристократ от средата на XIII век – самостоятелен управител на остров Родос през 1240-те и велик дука на Никейската империя. През 1248 г. Родос е завладян от генуезците, след което Йоан Гавала се обръща за помощ към никейския император, който изпраща срещу генуезците военна експедиция начело с пинкерний Йоан Кантакузин. Никейците успяват да завладеят Родос и го присъединяват към владенията си, без да възстановят властта на Йоан Гавала над острова.

## Биография
Семейство Гавала са стар византийски аристократичен род, който се появява в изворите през първата половина на X век, когато император Роман Лакапин жени сина си Стефан за Анна Гавала. Гавала са второразредни аристократи, но въпреки това през XI и XII век техни представители успяват да заемат няколко висши светски и църковни длъжности.
Към 1203 г. Гавала установяват властта си над остров Родос и съседните му, възползвайки се от отслабването на централната власт в Константинопол. Вероятно това прави братът на Йоан – Лъв Гавала, или някой неизвестен техен родственик. Йоан Гавала наследява брат си Лъв, който умира в началото на 1240-те години. За разлика от Лъв, който упражнявал властта си като самостоятелен владетел и дори сключвал договори от свое име, Йоан Гавала управлява като васал на Никейската империя. Освен това, докато Лъв Гавала се ползвал с титлата кесар и управлявал няколко острови освен Родос, Йоан Гавал е засвидетелстван единствено като Господар на Родос. В едно писмо на кипърския крал Анри I дьо Лузинян, което се съхранява във Ватиканската библиотека, Йоан Гавала е споменат с титлите севаст и велик дука, които получил от никейския император. Освен това писмото на кипърския крал загатва, че Йоан Гавала бил роднина на императора по сватовство – вероятно чрез брак за някоя представителка на семейство Ватаци, който най-вероятно е бил сключен още приживе на Лъв Гавала.
За управлението на Йоан Гавала не се знае почти нищо, освен че през 1248 г. генеузекият флот изненадващо успял да завладее остров Родос, докато Йоан придружавал никейската войска в една експедиция срещу Латинската империя в Никомедия. Една никейска експедиция начело с пинкерния Кантакузин успяла да отвоюва острова от Генуа в кампания, продължила вероятно до 1250 г. След 1250 г. обаче на властта на семейство Гавала в Родос е поставен окончателен край и островът е превърнат в никейска провинция.
Подобно на брат си и Йоан Гавала също е отсичал свои аниконични монети с неизвестен номинал и стойност. Върху тях Йоан е споменат с името си +ΙW[ΑΝΝΗC] Ο ΓΑΒΑΛΑC (Йоан Гавала) и титлата Ο ΑVΘΕΝΤΗC ΤΗC ΡΟΔΟV (Господарят на Родос). Според Алексис Савидас липсата на формулата Ο ΔΟVΛΟC ΤΟV ΒΑCΙΛΕ[ΩC] (слуга на императора) върху монетите на Йоан Гавала, която пък се среща върху монетите на брат му Лъв, е забележителна, като се вземе предвид, че в сравнение с последния Йоан Гавала се е намирал в много по-подчинена позиция по отношение на никейския император.